# Umm-Sàlama Hind bint Abi-Umayya
Umm-Sàlama Hind bint Abi-Umayya (àrab: أم سلمة هند بنت أبي أمية, Umm-Salama Hind bint Abī-Umayya) (la Meca, 596 - Medina, 681) fou una de les esposes de Mahoma, del clan makhzum dels quraixites.

## Biografia
Es va casar primer amb Abu-Sàlama Abd-Al·lah ibn Abd-al-Assad a qui va acompanyar a Axum. Fou una de les primeres dones musulmanes en retrobar el seu marit a Medina quan els seus parents la van separar d'aquest; va tenir tres fills i una filla amb el seu marit, que va morir a causa de les ferides rebudes en la batalla de l'Úhud, i llavors es va casar amb Mahoma (626). Mahoma no hi va mantenir relacions sexuals mentre va alletar la seva filla, la qual cosa va crear un precedent d'abstinència durant l'alletament. Va morir el 679 o 680, quan era la darrera vídua de Mahoma encara viva.